# Elsfield
Elsfield – wieś w Anglii, w hrabstwie Oxfordshire, w dystrykcie South Oxfordshire. Leży 5 km na północny wschód od Oksfordu i 82 km na zachód od Londynu. W 2001 miejscowość liczyła 91 mieszkańców.